# University of Texas M. D. Anderson Cancer Center
Lo University of Texas M. D. Anderson Cancer Center è un ospedale statunitense specializzato nella cura del cancro. Si trova a Houston (Texas) e fa parte del Texas Medical Center.

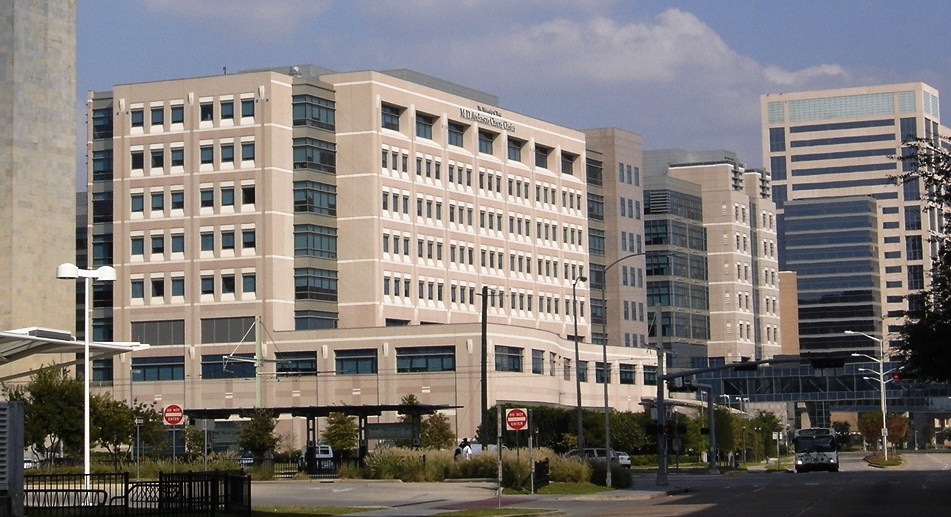
Vista dell'edificio principale.